# جون إم. ولسي
جون إم. ولسي (بالإنجليزية: John M. Woolsey)‏ هو قاضي ومحامي أمريكي، ولد في 3 يناير 1877، وتوفي في 4 مايو 1945.